# 沈韶姮
沈韶姮（1980年11月25日—），台灣女演員，2003年自國立臺灣藝術大學戲劇學系畢業，曾演出數部舞台劇及偶像劇、擔任環球電視台主播。2007年以大愛電視台迷你劇《呼叫223》中的少年美蓮一角，獲得金鐘獎迷你劇最佳女配角。

## 演出作品

### 電視劇
- 摘星（2002）
- 麻辣鮮師（2003）
- Q狼特勤組（2006）
- 呼叫223（2007）

### 舞台劇
- < 屏風表演班 > 婚外信行為
- 賴聲川 如夢之夢
- < 綠光劇團 > 黑道害我真命苦

## CF作品
華歌爾內衣，味丹味精，匯通銀行….etc. 